# The Barn Dance
The Barn Dance je krátký animovaný film s Mickeym Mousem, který byl uveden 14. března 1929. Jde o v pořadí čtvrtý film Mickeyho a Minnie. Jeho režiséry byli Walt Disney a Ub Iwerks coby hlavní animátor.
Na počátku děje přijíždí Mickey Mouse na bryčce tažené oslem k domu Minnie. Když ho Minnie spatří z okna, jde se domů převléknout. V tom však přijíždí v automobilu Pete a společně s Mickeym čeká na Minnie. Ta když vyjde ze vrat, vybere si Peteho a nasedne k němu do auta. To se však po nastartování rozpadne a Minnie přesedá na Mickeyho bryčku, s nímž jede na taneční zábavu.
Když tam po cestovních neshodách se zapřáhnutým oslem dojedou, začne Mickey s Minnie tančit. Mickey však Minnie neustále šlape na nohy, čehož využije Pete a Mickeymu jeho nespokojenou taneční partnerku přebírá. Mickey ji však s pomocí nafukovacího balónku, který jej vznáší kousek nad zemí, brzy dostává zpět. Když Pete spatří Mickeyho balónek, propíchne jej ve chvíli, kdy se Mickey při tanci nad Minnie vznáší. Mickey Minnie zalehne a ta dá opět přednost Petemu. Mickey se ještě rozbrečí, čímž celý děj končí.